# Lockheed C-130 Hercules
El Lockheed C-130 Hercules és un avió de transport militar propulsat per quatre turbohèlices i dissenyat per l'empresa nord-americana Lockheed (Actualment Lockheed Martin). Inicialment va ser dissenyat per al transport de tropes, l'evacuació de ferits i el transport de subministraments. És capaç d'operar des de pistes no preparades. Degut a la seva gran mida i bona autonomia una de les seves versions va ser convertida en avió de reconeixement electrònic, el EC-130E Volant Solo.

## Disseny i desenvolupament

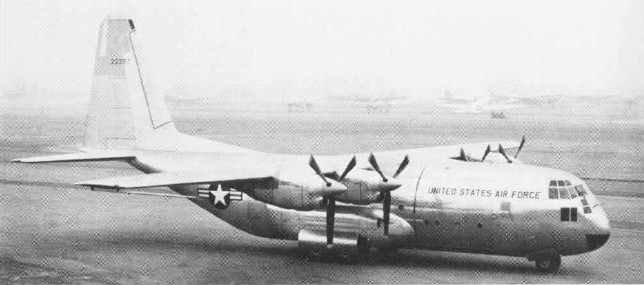
Fotografia de l'YC-130A.

El desenvolupament de l'Hercules es va iniciar el 1951 arran d'una demanda de la USAF d'un avió de transport tàctic propulsat per turbohèlix. Aquest havia de substituir un gran nombre de transports amb motors de pistons produïts durant la Segona Guerra Mundial i els anys posteriors, com el Curtiss C-46 i el Fairchild C-82. El 2 de juliol del 1951 es va anunciar que el concurs l'havia guanyat Lockheed amb el seu disseny quadrimotor L-206, del qual se'n van encarregar el disseny i dos prototips.
El primer vol del prototip YC-130 va ser el 23 d'agost de 1954 a la planta de producció de Lockheed a Burbank, Califòrnia.
El C-130 disposava d'un sistema de càrrega directa mitjançant portes i rampes a la part de darrere del fuselatge i era capaç de transportar grans càrregues. Aviat es va veure el potencial comercial del model i el mes de desembre de 1965 es van començar a entregar models civils de l'Hercules, coneguts inicialment com a L-100 o Model 382.

## Països operadors del C-130Hercules

Països que operen amb el C-130 (en verd, els que ja no en tenen).

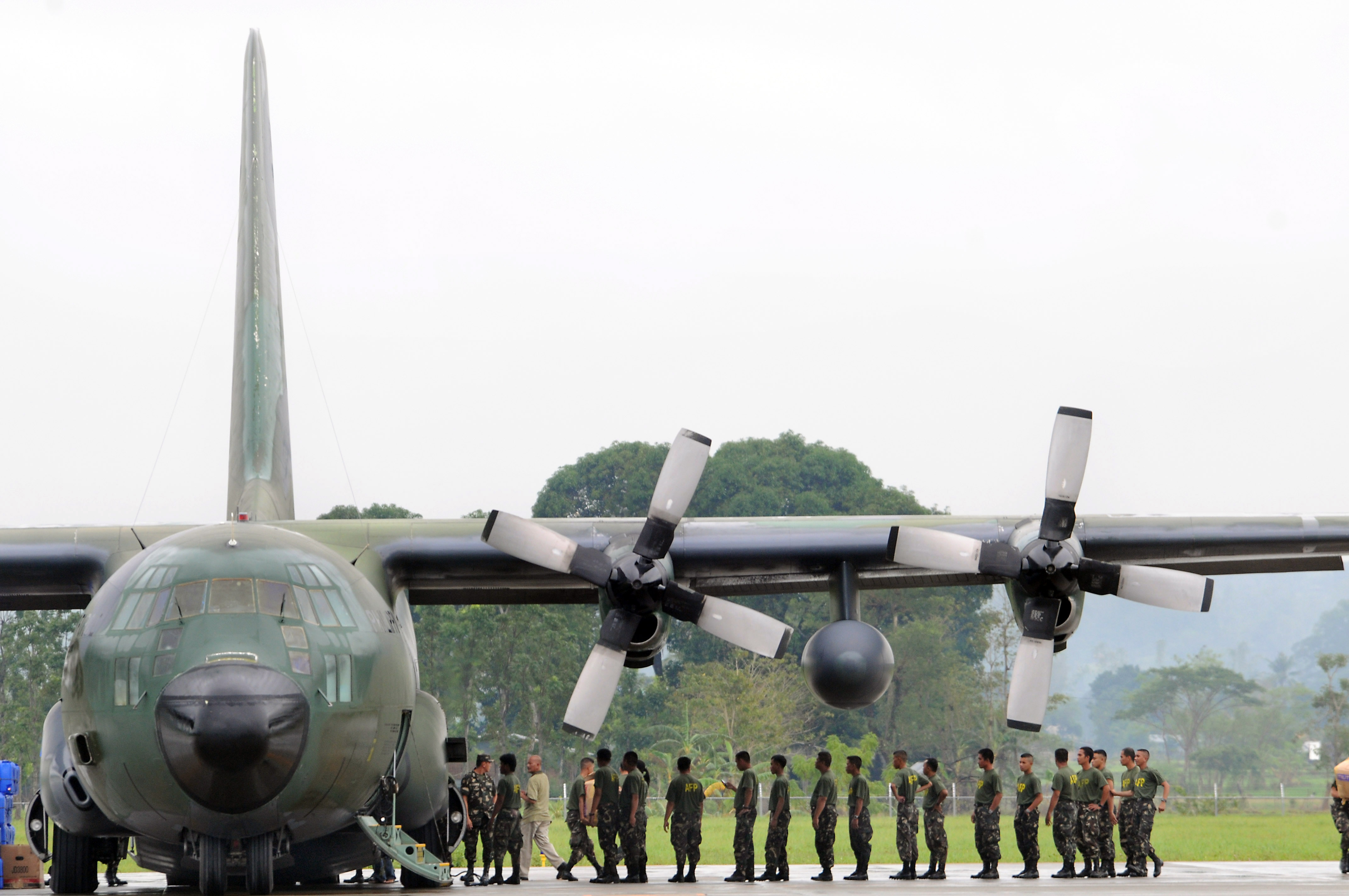
Descàrrega de subministraments d'un C-130 filipí.

Es tracta d'un dels principals transports militars tàctics del món, utilitzats per més de 60 països en 40 variants diferents. 
| - Algèria - Angola (en el passat) - Argentina - Austràlia - Àustria - Bangladesh - Bèlgica - Bolívia - Botswana - Brasil - Camerun - Canadà - Txad - Xile - Colòmbia - Dinamarca - Equador - Egipte - Eritrea - Etiòpia - França - Gabon | - Grècia - Hondures - Indonèsia - Iran - Iraq - Israel - Itàlia - Japó - Jordània - Kuwait - Libèria - Líbia - Malàisia - Mèxic - Marroc - Països Baixos - Nova Zelanda - Níger - Nigèria - Noruega - Pakistan - Perú | - Filipines - Polònia - Portugal - Romania - Aràbia Saudita - Singapur - Sud-àfrica - Corea del Sud - Espanya (en el passat) - Sri Lanka - Sudan - Suècia - Tailàndia - Tunísia - Turquia - Emirats Àrabs Units - Regne Unit - Estats Units - Uruguai - Veneçuela - South Vietnam (en el passat) - Iemen - Zàmbia |

## Especificacions (C-130H)
Dades obtingudes de: USAF C-130 Hercules fact sheet, International Directory of Military Aircraft, Complete Encyclopedia of World Aircraft i Encyclopedia of Modern Military Aircraft.
Característiques generals:
- Tripulació: 5 (2 pilots, 1 navegador, 1 enginyer de vol i un cap de càrrega)
- Capacitat:
  - 92 passatgers o
  - 64 paracaigudistes o
  - 74 pacients en llitera i 2 professionals sanitaris o
  - 6 palets o
  - 2–3 jeeps militars tipus Humvee o
  - 2 transports blindats M113.
- Llargària: 29,8 m
- Envergadura: 40,4 m
- Altura: 11,6 m
- Superfície alar: 162,1 m²
- Pes buit: 34.400 kg
- Càrrega útil: 33.000 kg
- Pes màxim a l'enlairament: 70.300 kg

Planta motriu: 
- Motors: 4 x turbohèlice Allison T56-A-15
- Potència (per motor): 3.430 kW (4.590 cv)

Rendiment:
- Velocitat màxima operativa: 592 km/h a 6.060 m
- Velocitat de creuer: 540 km/h
- Abast: 3.800 km
- Sostre de servei: 10.060 m sense càrrega[9] i 7.077 m (23.000 peus) amb una càrrega de 19.090 kg
- Grimpada: 9,3 m/s
- Distància d'enlairament: 1.093 m amb el pes màxim de 70.300 kg[8] i 427 m amb un pes de 36.300 kg.

Aviònica:
- Radar de navegació i meteorològic Northrop Grumman AN/APN-241.